# Александровка (Свердловская область)
Александровка — деревня в Тугулымском городском округе Свердловской области России.

## Географическое положение
Александровка расположена в 11 километрах к югу от посёлка городского типа Тугулыма (по дорогам в 24 километрах), на правой берегу реки Пышмы, в 1 километре выше устья её левого притока — реки Тугулымки.

## Население
| 2002 | 2010 | 2021 |
| ---- | ---- | ---- |
| 3    | ↘0   | ↗7   |